# 張皇后 (唐粛宗)
張皇后（ちょうこうごう）は、唐の粛宗の皇后。父は張去逸。祖母は玄宗の生母である竇徳妃（昭成皇后）の妹。

## 経歴
皇太子の李亨の後宮に入って良娣（側室）となった。
至徳元年（756年）、粛宗が即位し、淑妃に封ぜられた。乾元元年（758年）4月、皇后に立てられている。張皇后は粛宗の寵愛を独占し、朝政の実権は張皇后や李輔国を初めとする宦官たちに掌握されていた。粛宗は上皇となった玄宗を冷遇した。そのことにも張皇后の意向が働いていたという。
李佋と李侗の嫡出の皇子2人をもうけるが。息子は早世していたり幼少だったりと、結局皇太子にはなれなかった。
宝応元年（762年）4月、粛宗が重態に陥ると、張皇后は馬英俊らと謀り、皇太子の李豫（後の代宗）と李輔国を殺害して越王李係の擁立を企てた。しかし李輔国は先手を打ってクーデターを起こした。張皇后は廃位されて幽閉され、やがて殺害された。

## 伝記資料
- 『旧唐書』巻52 列伝第2
- 『新唐書』巻77 列伝第